# San Giorgio (Orsera)
San Giorgio (in croato Sveti Juraj) è un isolotto disabitato della Croazia, situato lungo la costa occidentale dell'Istria, a nord del canale di Leme.
Amministrativamente appartiene al comune di Orsera, nella regione istriana.

## Geografia
San Giorgio si trova all'ingresso del porto di Orsera (luka Vrsar), tra punta Fornace a sud e punta Masseni a nord, e poco a est della secca Marmi (plitvac Mramori). Il breve stretto Gaz lo separa dalla terraferma che, nel punto più ravvicinato, dista da San Giorgio 85 m.
San Giorgio è un isolotto a forma di otto irregolare, orientato in direzione nordovest-sudest e con la parte settentrionale più grande di quella meridionale, che misura 595 m di lunghezza e 275 m di larghezza massima. Ha una superficie di 0,112 km² e uno sviluppo costiero di 1,733 km. A sud, raggiunge un'elevazione massima di 18 m s.l.m.

### Isole adiacenti
- Galliner (Galiner), scoglio situato di fronte a punta Masseni, circa 230 m a nord di San Giorgio.
- Galopon (Galopun), scoglio piatto e tondo posto 590 m a sudovest di San Giorgio.

## Storia
Nel III secolo l'isola è stata menzionata per la prima volta come Orsera sull'insula.

Sull'isola si trovano una vecchia cava e alcune strutture architettoniche che indicano la presenza di un antico insediamento. Con l'unico blocco di pietra preso dalla cima della collina dell'isola, si pensava potesse essere stata costruita la cupola monolitica del mausoleo di Teodorico il Grande a Ravenna.

Sull'isola si trova la chiesa di San Giorgio, costruita su una roccia naturale nel periodo dell'arrivo dei Croati in Istria. Lo stile paleocristiano, con i due absidi interni, è anch'esso tipico di tale periodo.

La chiesa è stata ristrutturata e riconsacrata nel 1996.

### Cartografia
- (HR) Mappa topografica della Croazia 1:25000, su preglednik.arkod.hr.